# Rålambshovs IF
Rålambshovs IF var en idrottsförening från Kungsholmen i Stockholm som bildades 1919. Under 1920-talet hade man framgångar i fotboll. Inom föreningen spelades även bandy vid denna tid. En ishockeysektion tillkom 1929 och säsongerna 1942/43 och 1943/44 spelade man i Division II. 1977 gick föreningen samman med Kungsholms SK till Mariebergs SK.